# Gabz
Gabrielly Nunes (Rio de Janeiro, 29 de março de 1999) é uma atriz, cantora, compositora e rapper brasileira. Iniciou sua carreia como atriz, ainda na infância, e, mais tarde, tornou-se conhecida por seus trabalhos como cantora. Gabz fez sua estreia nas telas aparecendo no seriado infantil Teca na TV em 2007 e mais tarde fez participações em telenovelas. Ela ainda esteve em outras produções na televisão que a tornaram conhecida, como Malhação: Toda Forma de Amar (2019), Temporada de Verão (2021) e As Seguidoras (2022). Recebeu grande destaque o protagonizar a telenovela Mania de Você (2024) como Viola.

## Início da vida
Nascida no Irajá, bairro da Zona Norte do Rio de Janeiro, em 29 de março de 1999, Gabrielly Nunes é filha de Rui Roberto Nunes e Mary Lúcia Martins Nunes. Oriunda da periferia do Rio de Janeiro, foi incentivada por seus pais a se envolver com arte desde os seus 6 anos de idade. Iniciou como atriz mirim, mas ganhou notoriedade a partir de batalhas de SLAM (competições de poesia urbana), o vídeo viralizou na internet e, a partir daí, ela lançou alguns singles, com destaque para "Noite de Verão".

## Carreira

### 2007—19: Primeiros trabalhos e destaque nacional
Gabz realizou seu primeiro trabalho como atriz ainda criança atuando no filme infantil Xuxa em Sonho de Menina, de Rudi Lagemann, atuando ao lado de Xuxa Meneghel, a "Rainha dos Baixinhos", onde interpretou Thayane, uma das amigas da protagonista. Neste mesmo ano, fez sua estreia na televisão na quarta temporada do programa Teca na TV, exibido pela TV Cultura, no papel de Bia, uma menina brincalhona, curiosa, criativa e um pouco estressada. Ela é a melhor amiga da protagonista Teca e está sempre em sua casa. Em 2008, estreia em telenovelas como Gracinha em Ciranda de Pedra, da TV Globo. Na trama, sua personagem mora com o irmão Faísca (Diego Francisco) na pensão de sua avó Aurora (Rosa Marya Colin), que os cria após serem abandonados pela mulher de seu falecido filho.
Em 2009, interpreta Helena Toledo, a protagonista da novela Viver a Vida, de Manoel Carlos, em sua infância. Defendido por Taís Araújo na fase adulta, Gabz aparecia como Helena nos flashbacks de suas memórias quando criança. A artista também desenvolveu seu lado musical lançando alguns singles. Gabz lançou, em 2018, os singles "Do Batuque ao Bass", "Bota a Cara" e "O Baile é Nosso". Com seus singles lançados, ela gravou uma colaboração com Baco Exu do Blues na música "Nada Vai Nos Parar". Em 2018, no cinema, aparece no musical Ana e Vitória, protagonizado pela dupla musical homônima, e faz uma participação na comédia Tudo por um Popstar. Em 2019, fez uma apresentação no Rock in Rio, no Espaço Favela, no mesmo dia em que o line-up contava com nomes como Mano Brown e Drake.
Em 2019, após um hiato de dez anos, voltou a atuar na televisão em Malhação: Toda Forma de Amar, como uma das protagonistas jovens, Jaqueline. Filha de Vânia (Olívia Araújo), uma empregada doméstica, e de César (Tato Gabus Mendes), um médico bem-sucedido que nunca a reconheceu, Jaque carrega o peso da injustiça por não ter recebido o amor paterno, buscando, por isso, corrigir os erros do mundo ao se engajar em causas sociais. Perspicaz e com um estilo despojado e charmoso, ela estuda no colégio estadual Otto Lara Resende e treina muay thai na ONG Boa Luta, sob a orientação do amigo e confidente Madureira. Ela também se envolve com Daniel, o treinador de muay thai. Jaque faz parte do grupo que testemunha o crime na van, composto ainda pelos outros jovens protagonistas.

### 2020—presente: Consolidação como atriz e protagonismo
Em 2021, esteve no elenco principal da série Temporada de Verão, da Netflix, como a perspicaz e irreverente Yasmin. A trama segue um grupo de jovens que passam o verão trabalhando no luxuoso resort Maresia. Lá, eles descobrem mais sobre o mundo e sobre si mesmos, e, a partir de desconhecidos, acabam se tornando uma verdadeira família. Neste ano ainda, aparece no filme de romance Me Sinto Bem Com Você, de Matheus Souza, lançado pela Amazon Prime Video, que acompanha os dramas de cinco casais em meio à pandemia. Gabz deu vida à Giovanna, que, junto com Priscilla (Clarissa Müller), são duas jovens que acabam de se apaixonar e vivem o medo da relação esfriar pela distância.
Em 2022, despontou como uma das protagonistas da série satírica As Seguidoras, da Paramount+, que acompanha a história de uma digital influencer que por conta de sua obsessão para conseguir seguidores vai até as últimas consequências tornando-se uma serial killer. Ela interpreta Antônia, dona de um podcast sobre assuntos criminais que se torna a principal ajudante para desmascarar o crimes de Liv (Maria Bopp). Em 2023, aparece como protagonista do filme de comédia romântica Um Ano Inesquecível: Outono, com direção de Lázaro Ramos para o Prime Video. O filme segue Anna Júlia (Gabz) e João Paulo (Lucas Leto), um casal improvável: ela despreza música e busca estabilidade para ajudar o pai, enquanto ele é um músico de rua que sonha em viver de sua arte. Apesar das diferenças, eles se apaixonam na icônica Avenida Paulista. O filme faz parte de uma franquia de quatro filme e Gabz ainda reprisou sua personagem em uma participação em Um Ano Inesquecível: Primavera.
Em 2023, volta às novelas em Amor Perfeito, em uma participação como Laura Pacheco. Sua personagem, filha de Wanda (Juliana Alves) e Silvio (Bukassa Kabengele), deixou sua cidade natal em busca do seu sonho de ser cantora, contrariando seu pai. Ela surge na trama acompanhando a comitiva da artista Carminha Laranjeiras (Dhu Moraes), que chega à cidade para uma apresentação. No ano seguinte, surge como protagonista na série Da Ponte Pra Lá, exibida pela Max, ao lado de João Guilherme. Ela interpreta Malu, uma jovem de origem periférica que se infiltra na escola mais exclusiva da alta sociedade paulistana em busca de uma resposta crucial: quem matou Ícaro (Victor Liam), seu melhor amigo? Sua vida muda drasticamente ao se envolver com Enzo (João Guilherme), um jovem intenso que enfrenta conflitos com seu pai.
Em 2024, estrela o filme de ficção científica Biônicos, na Netflix, ao lado de Jessica Córes e Bruno Gagliasso. O filme acompanha Maria (Córes), uma atleta de salto em distância que dedicou sua vida a treinos incessantes para alcançar o sucesso. Contudo, ela se sente ressentida ao observar o estrondoso sucesso de sua irmã Gabi (Gabz) e a ascensão das próteses biônicas, que revolucionaram o esporte e tiveram um profundo impacto em sua vida. Ainda em 2024, vive a sua primeira protagonista em uma novela da TV Globo, como a personagem Viola em Mania de Você. A trama gira em torno da amizade entre duas jovens, Viola e Luma (Agatha Moreira), cujas vidas parecem destinadas a se cruzar. Nascidas no mesmo dia, mas em circunstâncias diferentes, elas se encontram anos depois, unidas por coincidências além da data de aniversário e pela paixão pela gastronomia.
Em 2025 foi anunciada como Eduarda, uma aspirante a cantora sertaneja e uma das protagonistas da novela das 19h Coração Acelerado, com estreia marcada para janeiro de 2026.

## Vida pessoal
Em 2019, ela revelou ser bissexual, compartilhando que, após ter tido dois relacionamentos com garotos, começou a se envolver com meninas e redescobriu o mundo ao seu redor. Em novembro de 2024, Gabz assumiu relacionamento com o também ator e cantor Jaffar Bambirra, seu colega de cena em Mania de Você.

## Filmografia

### Televisão
| Ano     | Título                       | Personagem                      | Notas                                    |
| ------- | ---------------------------- | ------------------------------- | ---------------------------------------- |
| 2006    | Páginas da Vida              | Menina da vila                  | Participação Especial                    |
| 2007–09 | Teca na TV                   | Beatriz Matos Coelho (Bia)      |                                          |
| 2008    | Ciranda de Pedra             | Maria da Graça (Gracinha)       |                                          |
| 2009    | Viver a Vida                 | Helena Toledo (criança)         | Episódios: "14–16 de setembro"           |
| 2019–20 | Malhação: Toda Forma de Amar | Jaqueline Pereira Nobre (Jaque) |                                          |
| 2022    | Temporada de Verão           | Yasmin                          |                                          |
| 2022    | As Seguidoras                | Antônia Maria Rodrigues         |                                          |
| 2023    | Amor Perfeito                | Laura Pacheco                   | Episódios: "29 de agosto–22 de setembro" |
| 2024    | Da Ponte Pra Lá              | Maria Luiza Soares              |                                          |
| 2024    | Mania de Você                | Viola Silva                     |                                          |
| 2026    | Coração Acelerado            | Eduarda Rasa (Duda)             |                                          |

### Cinema
| Ano  | Título                          | Personagem            | Notas |
| ---- | ------------------------------- | --------------------- | ----- |
| 2007 | Xuxa em Sonho de Menina         | Thayane               |       |
| 2018 | Ana e Vitória                   | Júlia                 |       |
| 2018 | Tudo por um Popstar             | Gisele                |       |
| 2019 | Minha Fama de Mau               | Beatriz               |       |
| 2021 | Me Sinto Bem Com Você           | Giovanna              |       |
| 2023 | Um Ano Inesquecível - Outono    | Anna Julia            |       |
| 2023 | Um Ano Inesquecível - Primavera | Anna Julia            |       |
| 2024 | Biônicos                        | Gabriela Silva (Gabi) |       |

## Discografia
| Ano  | Título                                         | Álbum |
| ---- | ---------------------------------------------- | ----- |
| 2018 | "Do Batuque ao Bass"                           | —     |
| 2018 | "Bota a Cara"                                  | —     |
| 2018 | "O Baile é Nosso"                              | —     |
| 2019 | "Nada Vai nos Parar" (feat. Baco Exu do Blues) | —     |
| 2020 | "Pele"                                         | —     |
| 2020 | "Insegurança"                                  | —     |

## Prêmios e indicações
| Ano  | Associações                     | Categoria                                                   | Nomeações                    | Resultado     |
| ---- | ------------------------------- | ----------------------------------------------------------- | ---------------------------- | ------------- |
| 2024 | SEC Awards                      | Melhor Performance em Filme Nacional                        | Um Ano Inesquecível - Outono | Indicada      |
| 2024 | Prêmio Notícias de TV.com       | Melhor Atriz Jovem Adulta                                   | Da Ponte Pra Lá              | Indicada      |
| 2024 | Prêmio Notícias de TV.com       | Melhor Atriz Jovem Adulta                                   | Biônicos                     | Indicada      |
| 2024 | Splash Awards                   | Revelação em Atuação em Filmes, Séries ou Novelas Nacionais | Indicada                     |               |
| 2024 | Splash Awards                   | Revelação em Atuação em Filmes, Séries ou Novelas Nacionais | Indicada                     | Mania de Você |
| 2024 | Prêmio Potências                | Atriz do Ano                                                | Indicada                     |               |
| 2024 | Prêmio Globo de Melhores do Ano | Revelação do Ano                                            | Indicada                     |               |
| 2024 | Troféu Sala de TV               | Melhor Revelação                                            | Indicada                     |               |
| 2024 | Melhores do Ano - Duh Secco     | Melhor Atriz                                                | Indicada                     |               |